# Fritz Lang Interviewed by William Friedkin
Fritz Lang Interviewed by William Friedkin è un documentario del 1974 diretto da William Friedkin.